# James Cauty
James Francis Cauty, mer känd som Jimmy eller Jimi Cauty, även känd som Rockman Rock, född 19 december 1956 i Liverpool, är en brittisk artist och musiker. Cauty var tillsammans med Bill Drummond frontfigur i den brittiska musikgruppen The KLF, där han tidvis uppträdde under artistnamnet Rockman Rock.